# FN 4RM/62F AB
Az FN 4RM/62F AB egy belga gyártmányú könnyű páncélgépkocsi volt, melyet az FN Herstal gyártott a belga Gendarmerie számára. A jármű alapjául az FN 4RM/62 Ardennes 1,5 tonnás négykerékhajtású teherautó szolgált. Az első prototípus 1962-ben készült el, ezt 1965-ben követte a második. 1971 és 1972 között 62 darab járművet gyártottak.

## Leírás
A jármű páncéltestét hegesztéssel állították össze. A vezető a jármű elejében, középen ül. A vezetővel szemben, a homlokpáncélzaton kialakított búvónyílást egy egyrészes fedél zárja, melyet felfelé lehet nyitni. A fedél felett három periszkóp található. A páncéltest oldalain egyszárnyú ajtók vannak, a jobb oldalit ellátták egy szögletes figyelőnyílással is.
A hegesztett torony a páncéltest közepére került, a torony bal oldalában a lövegkezelő, a jobb oldalában pedig a parancsnok - aki egyben a töltő is volt - kapott helyet.
A parancsnok és a lövegkezelő búvónyílása hátrafelé nyílt. A parancsnok kilátását nyolc, a lövegkezelőét három periszkóp segítette, illetve további egy optikai irányzék a fő fegyverzethez kapcsolva. A torony forgatása elektronikusan történt, két sebességi fokozat volt elérhető (lassú és gyors), vészhelyzet esetére pedig kézzel is lehetett forgatni a tornyot.
A motor a jármű hátuljában volt, a motorteret ellátták egy automata tűzoltórendszerrel is. Az alapfelszereléshez hozzá tartozott a teljes körű ABV védelem, keresőreflektorok a parancsnok és a lövegkezelő számára, illvetve az árkokon való átkelést segítő eszközök. A járművet nem látták el éjjellátó berendezéssel és vízfelületeken sem lehetett átkelni vele.

## Változatok

### FN 4RM/62F ABC (auto-blindée canon)
Ezt a változatot egy 90 mm-es CATI löveggel fegyverezték fel, amely két típusú lövedéket lőhetett ki (HEAT, srapnel). A HEAT lövedék súlya 3,5 kg, csőtorkolati sebessége 640 m/s, hatásos lőtávolsága 1000 méter. A srapnel lövedék súlya 5,1 kg, csőtorkolati sebessége 330 m/s, hatásos lőtávolsága 1800 méter. A 7,62 mm-es FN MAG géppuskát a löveggel párhuzamosítva, annak jobb oldalán helyezték el. A járművet ellátták még egy 7,62 mm-es FN MAG géppuskával a parancsnoki kupola tetején, melyet légvédelmi célokra lehetett használni. A torony mindkét oldalára hat-hat elektronikusan működtetett ködgránátvetőket szereltek.

### FN 4RM/62F AB MiMo (auto-blindée mitrailleuse-mortier)
Ezt a típust két párhuzamosított 7,62 mm-es FN MAG géppuskával és egy 60 mm-es hátultöltős aknavetővel fegyverezték fel. Az aknavetőt és a géppuskákat együtt és külön-külön is lehetett irányozni.
Légvédelmi géppuskával nem látták el, a ködgránátvetőket pedig a torony elején helyezték el.

## Túlélő példányok

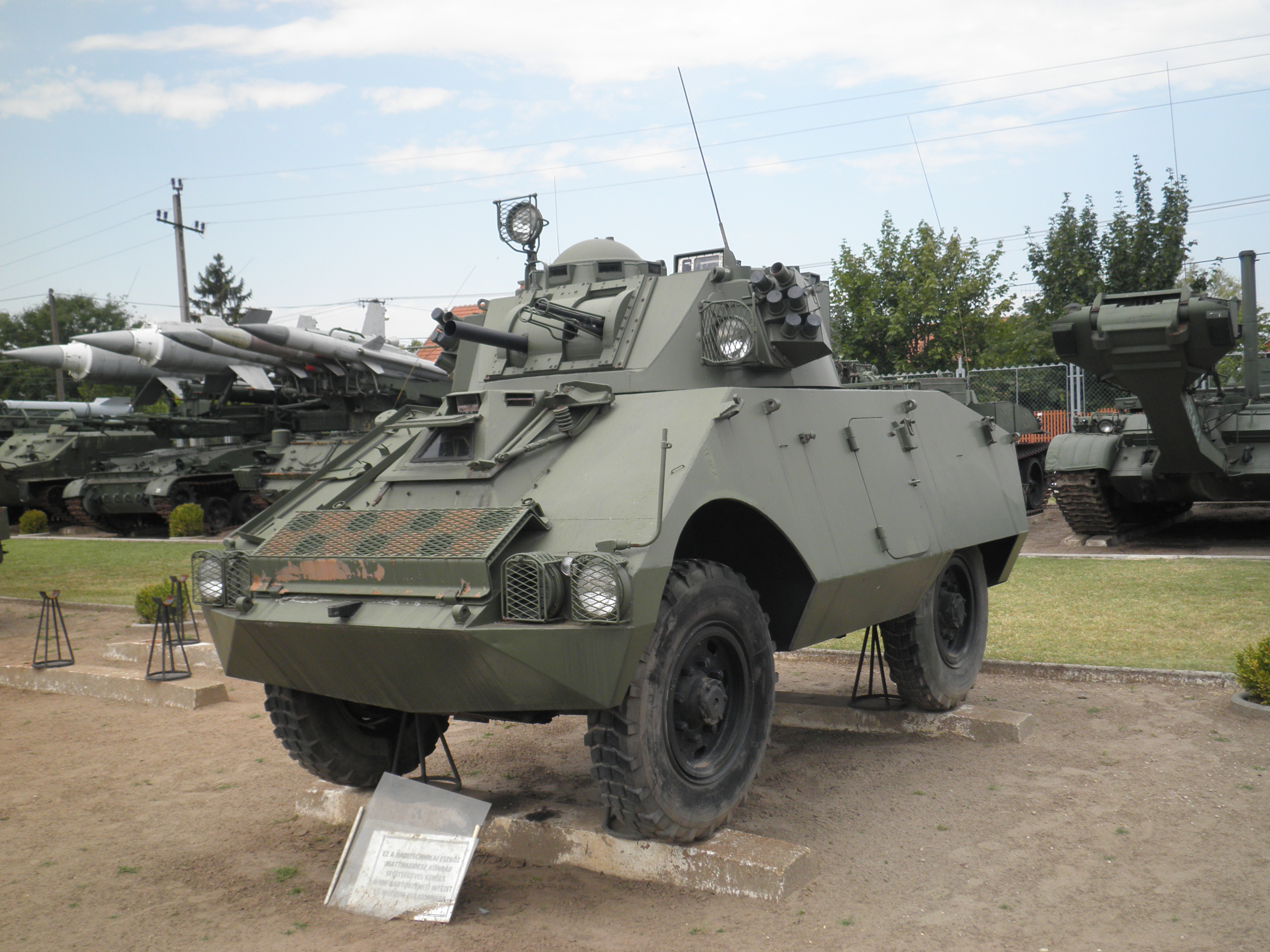
FN 4RM/62F AB MiMo a keceli Haditechnikai Parkban.

- Brüsszel, Brüsszeli Harckocsimúzeum – FN 4RM/62F ABC
- Kapellen, Királyi Harckocsimúzeum – FN 4RM/62F AB MiMo
- Szófia, Nemzeti Hadtörténeti Múzeum – FN 4RM/62F AB MiMo
- Kecel, Pintér Művek Haditechnikai Park – FN 4RM/62F AB MiMo

## Külső hivatkozások
- Információ a páncélautóról
- Egy PDF fájl, ami a múzeumokban kiállított példányokat mutatja be Archiválva 2016. március 6-i dátummal a Wayback Machine-ben